# カノ州

カノ州
Kano
Jihar Kanoجِهَرْ كَنُوَ, Leydi Kano 𞤤𞤫𞤴𞤣𞤭 𞤳𞤢𞤲𞤮𞥅

州の愛称: 商業の中心地

¹ 予備調査

カノ州 (カノしゅう、英語：Kano State、ハウサ語: جِهَرْ كَنُوَ、フラ語: 𞤤𞤫𞤴𞤣𞤭 𞤳𞤢𞤲𞤮𞥅）は、ナイジェリアの北西部の州である。北西にカツィナ州、北東にジガワ州、南東にバウチ州、南西にカドゥナ州に接する。1967年に当時の北部州が6つに分割され設置された。1991年に北東部がジガワ州に分割された。

## 社会・産業
歴史的にカノは鉱物資源が豊富で落花生を中心とした農業や商業が盛んである。18,684km² 以上の耕地があり、ナイジェリア国内で最大の灌漑地である。北部の商業の中心地であり、外国投資が町中で見られる。近年では宗教や民族対立による暴力が増えている。カノ州は石油生産州ではないが石油収入の最大の受益者（1990年1996年には10.9%）であった。人間開発指数は比較的低い。製造業も盛んであったが、電力供給が不安定なため停滞した。このためゴンベ州で産出されるウランを利用した原発建設が計画されている。

## 住民
ハウサ族が多い。公用語は英語でハウサ語 が一般的に使われている。国勢調査では人口が首位であり、ラゴスに基盤を持つ人権活動家のガニ・ファウェヒンミなどは信頼性に疑問を示している。

## 地方行政
44 の地方行政区 ( local government areas, LGA) が置かれている。
| - Dala - Kano - Kunbotso - Nassarawa - Rimin-Gado - Tofa - Doguwa - Tudun Wada - Sumaila - Wudil - Takai | - Albasu - Bebeji - Rano - Bunkure - Karaye - Kiru - Kabo - Kura - Madibo - Gwarzo - Shanono | - Dawakin Kudu - Tsanyawa - Bichi - Dambarta - Minjibir - Ungogo - Gezawa - Gabasawa - Bagwai - Gaya - Dawakin Tofa | - Waraua - Fage - Gwale - Tarauni - Ajingi - Garko - Garun Mallam - Rogo - Makoda - Kibliya - Kunchi |